# Smooth (Gerald Albright)
Smooth è un album del sassofonista jazz americano Gerald Albright, pubblicato nel 1994.

## Tracce
1. Don't Worry About It – 4:33
2. I Surrender – 5:50
3. Sweet Baby – 5:11
4. This Is for the Lover in You – 4:44
5. G and Lee – 6:31
6. Just 2 B With You – 5:08
7. Anniversary – 4:33
8. Passion – 6:21
9. Sedona – 5:33
10. Say It With Feeling – 5:36